# 东突解放组织碎尸案
东突解放组织碎尸案，是1998年6月东突解放组织在哈萨克斯坦阿拉木图实施的针对该组织成员的一起杀人碎尸案。

## 简介
1998年6月，“东突解放组织”头目阿不力米提·吐尔逊为了防止两名想退出该组织的成员泄露秘密，于是将包括这两个人在内的4个维吾尔族人谋杀并碎尸。1999年，哈萨克斯坦阿拉木图内务局破获了这起碎尸案。哈萨克斯坦警方在阿拉木图抓捕“东突解放组织”成员时，还发现其笔记本内记有劫持飞机计划以及从监狱营救犯人的线路图。